# Айваджик (ільче)
39°36′04″ пн. ш. 26°24′17″ сх. д. / 39.601111111111° пн. ш. 26.404722222222° сх. д.
Айваджик (тур. Ayvacık) — ільче (округ) у складі ілу Чанаккале на заході Туреччини. Адміністративний центр — місто Айваджик.

## Склад
До складу ільче (округу) входить 3 буджаки (райони) та 66 населених пунктів (3 міста та 63 села):
| Поселення | Площа, км² | Населення, осіб (2011) | Центр    | Населені пункти |
| --------- | ---------- | ---------------------- | -------- | --------------- |
| Айваджик  | -          | 14683                  | Айваджик | 40              |
| Гюлпинар  | -          | 7035                   | Гюлпинар | 19              |
| Кючюккую  | -          | 8567                   | Кючюккую | 7               |

### Найбільші населені пункти
| №  | Населений пункт | Населення, осіб (2011) |
| -- | --------------- | ---------------------- |
| 1  | Айваджик        | 7 619                  |
| 2  | Кючюккую        | 7 117                  |
| 3  | Гюлпинар        | 1 369                  |
| 4  | Кьоседере       | 936                    |
| 5  | Юкарикьой       | 659                    |
| 6  | Чамкалабак      | 641                    |
| 7  | Тузла           | 630                    |
| 8  | Ахметче         | 607                    |
| 9  | Бехрам          | 594                    |
| 10 | Бабакале        | 490                    |